# Tatort: Mia san jetz da wo’s weh tut
Mia san jetz da wo’s weh tut ist ein Fernsehfilm aus der Krimireihe Tatort. Der vom Bayerischen Rundfunk produzierte Beitrag ist die 982. Tatort-Episode. Die Erstausstrahlung fand am 3. April 2016 im deutschen Sender Das Erste statt. Das Münchner Ermittlerduo Batic und Leitmayr ermittelt seinen 72. Fall und begeht mit dieser Folge sein 25-jähriges Jubiläum.

## Handlung
Ein Rumäne, der aus Habgier und unter starkem Alkoholeinfluss seine 19-jährige Cousine Aurelia Rubin, eine Prostituierte, misshandelt und erwürgt haben soll, wird verurteilt. Für Kriminalhauptkommissar Leitmayr, der die fünf Monate zurückliegenden Ermittlungen leitete, war dies ein Fall unter vielen im Münchner Rotlicht-Milieu. Der inzwischen verurteilte Tatverdächtige legte ein schnelles Geständnis ab und schwieg im gesamten Prozess.
Nach dem Urteil kommen Batic und Leitmayr Zweifel an der Schuld des Rumänen und sie rollen den Fall neu auf. Es stellt sich heraus, dass der Münchener Student aus gutem Haus, Markus Zöller, nachdem er Aurelia gewürgt hatte und sie dabei zu Tode kam, den Bordellbetreiber Harry Schneider kontaktierte. Dieser beauftragte seinen „Handlanger“ Siggi Rasch damit, den Tathergang zu vertuschen. Rasch beseitigte zunächst die Spuren, die auf Markus als Täter verwiesen hätten, um anschließend Aurelias Cousin dazu zu bringen, den Tathergang zu wiederholen.
In der Nacht, in der Aurelia Rubin starb, lief Mia Petrescu, ebenfalls eine rumänische Prostituierte, dem Wäschereifahrer Benny unbekleidet vor den Wagen. Dieser kümmerte sich um das Mädchen und nahm es mit nach Hause. Da sie eine Zeugin der Todesumstände Aurelias war und sogar filmte, wie Zöller ihre Freundin würgte, wird sie von Bordellbesitzer Schneider und dessen Männern gesucht. Benny entwickelt während des Katz-und-Maus-Spiels mit Schneiders Leuten eine tiefe Zuneigung zu Mia. Als sie von ihnen bedroht wird, tötet Benny zwei der Männer. Fortan müssen beide untertauchen. Benny entdeckt auf Mias Handy ein Video, das den Tathergang zeigt, der zum Tode von Aurelia Rubin führte. Mit diesem erpresst er Harry Schneider, ihm 300.000 Euro zu zahlen. Bei der Geldübergabe an einem abgelegenen Flugplatz wird Benny von Siggi Rasch angefahren. Daher kann Benny nicht zum vereinbarten Zeitpunkt bei Mia erscheinen, um mit ihr die gemeinsame Flucht fortzusetzen. Unterdessen hat Mia entdeckt, dass Benny mit ihrem Handy Fotos von Markus Zöller gemacht hat, der in der Todesnacht von Aurelia die beiden Mädchen über Schneiders Bordell telefonisch zu seiner Party bestellt hatte. Um sich für die körperlichen Übergriffe auf Aurelia und sich zu rächen, sucht Mia Markus auf. Letztlich bringt sie es aber nicht übers Herz, den Studenten mit einem Küchenmesser zu erstechen. Batic und Leitmayr treffen rechtzeitig ein, um Schlimmeres zu verhindern.

## Hintergrund
Der Film wurde vom 11. August 2015 bis zum 10. September 2015 an 23 Drehtagen gedreht. Für den im Laufe der letzten 25 Jahre merklich gestiegenen Zeit- und Kostendruck bei der Produktion der Tatort-Folgen fand Udo Wachtveitl warnende Worte: „Wir sind inzwischen hart an der Grenze des Zumutbaren“, denn „die Tage sind weniger geworden, die Stunden dafür mehr“ und „es gibt einen Punkt, an dem ein Produkt nicht mehr besser werden kann, sondern schlechter werden muss, wenn man zu sehr an den Ressourcen spart“. Damit griffen sie eine Kritik auf, die bereits einige Wochen zuvor von ihren Schauspielkollegen Adele Neuhauser und Harald Krassnitzer zur Erstausstrahlung der Folge Sternschnuppe geäußert wurde.
Das Drehbuch stellte Max Färberböck der Münchener Polizei vor, die ihm mitteilte, dass das von ihm beschriebene Zuhälter-Modell nicht der Realität entspräche, woraufhin Färberböck das Drehbuch überarbeitete. Tatsächlich kommen etwa 2500 Frauen pro Jahr nach München, die sich auf über 180 Häuser verteilen, sich bei der Polizei melden sollen und von dieser beraten und geschützt werden.
Die Folge wurde fast ausschließlich innerhalb Münchens aufgezeichnet. Der Fund zweier Leichen wurde im Kiesbett der Isar am Wehr in München-Bogenhausen gedreht. Die Premiere fand am 14. März 2016 im Sendlinger Tor Kino in München in Anwesenheit der beiden Hauptdarsteller Udo Wachtveitl und Miroslav Nemec statt. Die Folge stellt das 25-jährige Jubiläum der beiden Schauspieler als Münchener Kommissare dar. Ihnen wurde vom Bayerischen Rundfunk am 2. April 2016, dem Vorabend der Ausstrahlung der Jubiläumsfolge, ein Themenabend gewidmet, in dessen Rahmen unter dem Motto „Best of Batic und Leitmayr“ mit den Folgen Frau Bu lacht (1995), Außer Gefecht (2006), Im freien Fall (2001) und Die chinesische Methode (1991) vier Episoden der beiden Darsteller am Stück gezeigt wurden. In der Folge feiert sich das Ermittler-Team in einer Szene beiläufig selbst, indem es gemeinsam auf die Ermittlungsarbeit der letzten 25 Jahre anstößt. Nemec kommentierte dies mit den Worten: „Wir fanden diese kleine Szene, in der alle schon weg sind und die Kommissare mit Espressi aus Pappbechern anstoßen, gut, damit man sieht: Es geht um die Arbeit und nicht ums Feiern“. Weitere Anspielungen auf das Jubiläum sind bereits zu Beginn der Folge zu finden, als Batic fragt: „Wie lange machen wir das jetzt hier schon?“ und Leitmayr ihm entgegnet: „Zu lang.“ und „Wenn ich was hass’, dann so ein Dienstjubiläum – und womöglich so einen g’schissenen Champagner dazu.“ verlautbaren lässt.
Im Anschluss an die Erstausstrahlung wurde auf social.ard.de ein „Expertenchat zum »Tatort«“ angeboten, an dem der Schauspieler Max von der Groeben sowie Bernhard Feiner, erster Kriminalhauptkommissar der Münchener Polizei, teilnahmen. Der „Tatort war sehr realitätsnah“, denn „die Abhängigkeit der Frauen im Rotlichtmilieu ist realistisch dargestellt“, urteilte Feiner und ergänzte, „mit Sicherheit hat das Geschehen strafrechtliche Folgen für den Bordellbesitzer“. Auch Benny dürfte „die Notwehr weit überschritten haben“, so dass „noch etwas strafrechtlich auf ihn zu“ kommt. Über die weitere juristische Vorgehensweise teilte Feiner mit, „in einer erneuten Hauptverhandlung vor Gericht würde der wahre Sachverhalt aufgerollt werden. Sobald hierbei die Unschuld des Cousins festgestellt wird, kommt er frei.“ Ebenso sei es durchaus möglich, dass ein Ermittler in Absprache mit der Dienststelle bereits abgeschlossene Fälle wiederaufnehme. Allerdings herrsche entgegen der filmischen Darstellung seit Jahren Rauchverbot in den Dienststellen. Der Bayerische Rundfunk ließ verlautbaren, das Ende sei bewusst offen gewählt worden, klärte jedoch zugleich auf, Mia Petrescu habe sich in der letzten Szene nicht selbst getötet und auch Benny habe seine Verletzungen überlebt. Die Szenen, die in einem Bordell spielen, wurden in einem solchen aufgezeichnet. Vom Bayerischen Rundfunk wurde bestätigt, die beiden Schauspieler Udo Wachtveitl und Miroslav Nemec würden auch abseits der Kamera frotzelnd miteinander umgehen. Mehrfach wurde die Musik von Zuschauern gelobt, zugleich jedoch die teils schwankende Tonqualität sowie die bayerische Mundart kritisiert. Schauspieler Max von der Groeben erhielt für seine schauspielerische Darstellung vielfach Lob von den Zuschauern.
Die Eingangsszene sowie die Szene am Ende der Folge, in der Mia Petrescu mit einem Küchenmesser bewaffnet Markus Zöller folgt, ist mit dem Musiktitel Murder Me Rachael aus dem Jahr 2003 von The National untermalt. Als sich der Killer Roman Czernik die Spritze setzt, ist der Musiktitel Praxis Of Love aus dem Jahr 2015 von A Tribe Called Knarf zu hören. Bennys Fahrt zum Flugfeld, um die Geldübergabe durchzuführen, ist unterlegt mit dem Musiktitel Cause aus dem Jahr 1971 von Rodriguez. Als wiederkehrendes Thema ist Ruth And Sylvie aus dem Jahr 2013 von Daniel Hart mehrfach zu hören.
Mit Andreas Lust wurde ein gebürtiger Wiener für die Rolle des Wiener Ex-Militärs Siggi Rasch besetzt.
Die Audiodeskription zum Film wurde vom BR selbst produziert. Sprecher ist Friedrich Schloffer.

## Rezeption

### Kritiken
Detlef Hartlap von der prisma nennt Mia san jetz da wo’s weh tut einen „Tatort voller Bruchholz“, der „von der Glätte einer reibungslosen Mordermittlung, die vor Gericht in ein reibungsloses »lebenslänglich« mündet“, erzählt, „was sich beides als verheerend erweist“, denn „reibungslos, das gibt es nicht“ – „schon gar nicht bei Mord“. Regisseur und Drehbuchautor Max Färberböck „schildert in den besten Passagen des Films, wie die symbiotisch aufeinander reagierenden Kommissare aus ihrer Selbstgewissheit erwachen“. Das 25-jährige Dienstjubiläum der Kommissare „wird mit Pappbechern und im Vorbeigehen abgehandelt“, denn „für mehr bleibt keine Zeit“, weil die Ermittler versuchen, „umso wütender wieder gutzumachen, was nicht mehr gutzumachen ist“.
Die dpa-Korrespondentin Britta Schultejans sah „eine düstere Geschichte“, durch die sie sich an den Fall Wegwerfmädchen der Hauptkommissarin Charlotte Lindholm erinnert fühlte.
Christian Schmidt von den Westfälischen Nachrichten freute sich, „geschickt inszenierte Regisseur Max Färberböck sein mit Catherina Schuchmann verfasstes Drehbuch, das den Nostalgiefaktor dankenswerterweise gering hielt“. Die Folge stelle „eine gelungene Mixtur aus Krimi und Drama“ dar. Mit der Filmmusik, insbesondere „dem eingängigen Titelsong »Murder Me Rachael«“, wurde eine Akustik gewählt, die „perfekt zur düsteren Atmosphäre passte“.

„Die Dynamik zwischen den beiden ist unkaputtbar. Trotz widriger Umstände in der Handlung wie beim Dreh: Batic und Leitmayr müssen weitermachen, sie werden gebraucht.“

„In dieser Episode überdecken sich Ideen und Bilder und nehmen sich die Kraft. '25 Jahre hab ich nicht so eine Scheiße gehabt', sagt ein König des Milieus. So schwach ist dieser Münchner Tatort natürlich nicht. Aber es gab schon bessere, in den letzten 25 Jahren.“

### Einschaltquoten
Die Erstausstrahlung von Mia san jetz da wo’s weh tut am 3. April 2016 wurde in Deutschland von 9,12 Millionen Zuschauern gesehen und erreichte einen Marktanteil von 25,8 % für Das Erste. In der Gruppe der 14- bis 49-jährigen Zuschauer konnten 2,73 Millionen Zuschauer und ein Marktanteil von 21,5 % erreicht werden.